# Paraneurachne
Paraneurachne és un gènere monotípic de plantes de la família de les poàcies. La seva única espècie: Paraneurachne muelleri (Hack.) S.T.Blake, és originària del nord d'Austràlia.

## Descripció
Són plantes perennes; estoloníferes o cespitoses o decumbents. Amb culms de 10-45 cm d'altura, ramificat a dalt. Nodes dels culms peluts. Entrenusos sòlids. Fulles no agregades basals; no auriculades; les làmines de les fulles de línears a ovades; estretes; 2-4 mm d'ample; no pseudopeciolades; sense venació; desarticulades de les beines; laminatges en brot. La lígula és una franja de pèls. Plantes bisexuals, amb espiguetes bisexuals; amb flors hermafrodites. Les espiguetes de formes sexualment diferents en la mateixa planta, o tots per igual en la sexualitat; hermafrodita, o hermafrodita i estèril (llavors les espiguetes més reduïdes).Inflorescència en un sol ram.

## Taxonomia
Paraneurachne muelleri va ser descrita per (Hack.) S.T.Blake i publicat a Contributions from the Queensland Herbarium 13: 21-24, f. 4, 9. 1972.
Etimologia
El nom del gènere es compon de la paraula grega para (proper) i Neurachne, un gènere proper de la mateixa família.
muelleri: epítet atorgat en honor del botànic Ferdinand von Mueller.
Citologia
El nombre cromosòmic bàsic és x = 9, amb nombres cromosòmics somàtics de 2n = 36 tetraploide.
Sinonímia
- Neurachne clementii Domin
- Neurachne muelleri Hack.[3][4]